# Hứa Linh công
Hứa Linh công (chữ Hán:許靈公; ?—547 TCN), tên thật là Khương Ninh (姜寧) là vua chư hầu nước Hứa thời Xuân Thu, thời gian trị vì của Hứa Linh công là từ năm 591 TCN đến năm 547 TCN. Năm 576 TCN, ông dời đô đến “Diệp” (葉; hiện nay ở phía tây nam huyện Diệp, tỉnh Hà Nam).